# 派洛·哈靈頓
派洛·哈靈頓（Pádraig Harrington，1971年8月31日— ）是一位愛爾蘭職業高爾夫球選手。出生在愛爾蘭首都都柏林。他已經獲得了三個大滿貫賽事的冠軍。分別是2007年和2008年的英國公開賽冠軍及2008年的PGA錦標賽冠軍。已累積獲得了24座冠軍。世界最高排名曾達第3位。

## 外部連結
- 官方网站
- 派洛·哈靈頓在歐洲巡迴賽官方網站
- 派洛·哈靈頓在PGA巡迴賽的官方網站
- 派洛·哈靈頓在日本高爾夫巡迴賽官方網站
- 派洛·哈靈頓在男子高爾夫世界排名的官方網站